# Yauri

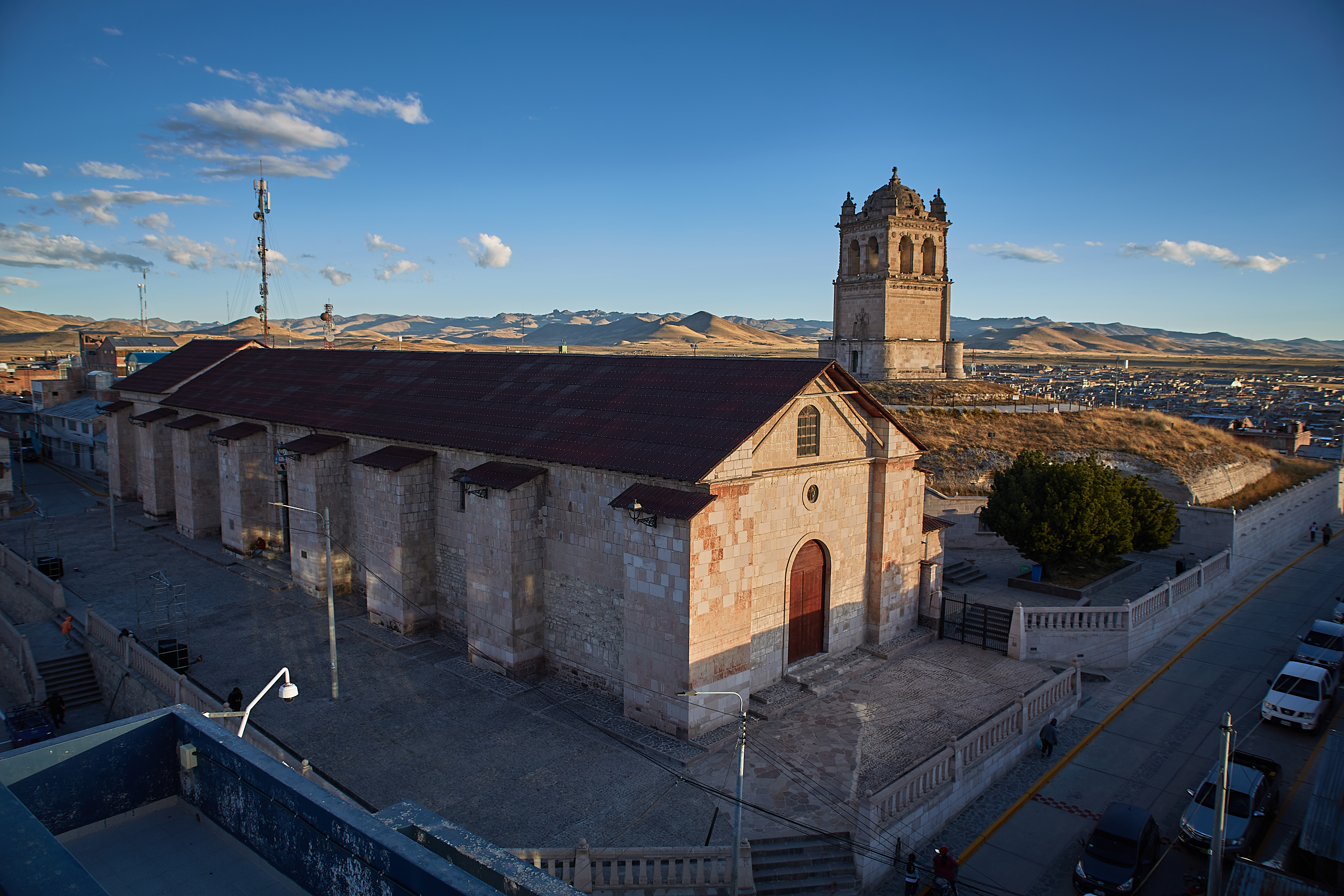
Templo Santa Ana de Yauri

Yauri (oder Espinar) ist die Hauptstadt der Provinz Espinar im zentralen Süden Perus in der Region Cusco. Sie ist Verwaltungssitz des Distrikts Espinar. Beim Zensus 2017 wurden 28.888 Einwohner gezählt, 10 Jahre zuvor lag die Einwohnerzahl bei 23.867.

## Geographische Lage
Die auf einer Höhe von 3976 m im Andenhochland gelegene Stadt befindet sich 150 km südsüdöstlich der Regionshauptstadt Cusco, 170 km westnordwestlich vom Nordufer des Titicacasees sowie 680 km ostsüdöstlich der Landeshauptstadt Lima. Der Oberlauf des Río Apurímac verläuft 8 km westlich der Stadt in nördlicher Richtung. Knapp 15 km südöstlich der Stadt befindet sich die Kupfermine Tintaya.